# SMS Bosna
Le SMS Bosna était un monitor de classe Sava construit par l'Autriche-Hongrie à partir de 1914.